# Machete (Guayama)
Machete es un barrio ubicado en el municipio de Guayama en el estado libre asociado de Puerto Rico. En el Censo de 2010 tenía una población de 3846 habitantes y una densidad poblacional de 368,38 personas por km².

## Geografía
Machete se encuentra ubicado en las coordenadas 17°57′15″N 66°7′18″O / 17.95417, -66.12167. Según la Oficina del Censo de los Estados Unidos, Machete tiene una superficie total de 10.44 km², de la cual 9.09 km² corresponden a tierra firme y (12.9%) 1.35 km² es agua.

## Demografía
Según el censo de 2010, había 3846 personas residiendo en Machete. La densidad de población era de 368,38 hab./km². De los 3846 habitantes, Machete estaba compuesto por el 67.24% blancos, el 22.46% eran afroamericanos, el 0.65% eran amerindios, el 0.13% eran asiáticos, el 0.13% eran isleños del Pacífico, el 5.95% eran de otras razas y el 3.43% pertenecían a dos o más razas. Del total de la población el 99.48% eran hispanos o latinos de cualquier raza.